# Upptäcktsresande och handelsmän i Indiens historia
De flesta främmande makter som kommit till Indien har gjort det på grund av landets rikedomar. Detta gäller såväl centralasiatiska erövrare, som europeiska makter.
Från början av 1500-talet var det en hård kamp mellan staterna i Europa om att göra de största vinsterna i handeln med Indien och Östasien. Snabbt övergick handeln till koloniala företag.

## Euroindisk tidsaxel
- 1271–1295  Marco Polo besöker Indien under sina resor genom Asien.
- 1497–1498 Vasco da Gama seglar runt Godahoppsudden och når Indien.
- 1757 Slaget vid Plassey. Britterna vinner europeisk hegemoni i Indien.

## Tidiga upptäcktsresande

### Marco Polo
Marco Polo lämnade hemstaden Venedig 1271 för att resa till Khubilai khans hov i Cambuluc (nuv. Peking), där han anlände 1275. Khubilai khan fattade tycke för Marco Polo, som i dennes tjänst besökte såväl avlägsna delar av Kina, som Indien.

### Abu Abdallah Ibn Battuta
Abu Abdullah Muhammad Ibn Battuta, född 1303, död 1365, var en marockansk upptäcktsresande som lämnade hemlandet 1325 och inte återvände på nära 30 år. Under sitt besök i Indien utnämndes han till domare i Delhi (1334–1341).

### Amiral Zheng
Zheng He, en av den kinesiske kejsarens amiraler ledde under åren 1405 till 1433 flera expeditioner på Indiska Oceanen. Amiralen ledde en enorm flotta, där det största fartyget var inte mindre än 150–200 meter från för till akter. Vid sina resor lade han till även i Indien.

### Omkomna ostindiska upptäcktsresande
- Bartolomeu Diaz, omkommen vid Godahoppsudden 1500 under Pedro Álvares Cabrals expedition till Indien.
- Afonso de Albuquerque, avliden i sjukdom under en anhalt i Goa.

## Portugal
Efter Henrik Sjöfararens bortgång 1460 befann sig den portugisiska utrikeshandeln och gryende kolonialismen i gungning. Sedan kontroverserna med de spanska intressena i utomeuropeiska områden kunnat lösas i Tordesillaskompromissen 1494, statsfinanserna förbättrats och kung  Manuel I ersatt Johan II på tronen, tog de portugisiska expansionsplanerna ny fart.

### Vasco da Gama
Vasco da Gama satte 1497 segel från hemlandet med en kungligt finansierad expedition, och kunde efter en resa präglad av misslyckad navigation äntligen ta sig fram till Indien, där han landade i hamnstaden Calicut. Tyvärr kunde Vasco da Gama inte föra hem några varor av värde till hemlandet, men hans resa ansågs ändå så framgångsrik att fler expeditioner skulle komma att utrustas från Portugal. Efter Cabrals hemkomst gav sig Vasco da Gama ut på en ny expedition till Indien 1502.

### Pedro Alvarez Cabral
Portugals andra expedition till Indien leddes av Pedro Alvarez Cabral  (1464–1520) med Bartolomeu Dias som biträdande befälhavare. Deras expedition var till skillnad från Vasco da Gamas stödd även av privata finansiärer. Den största finansiären var Bartolomeio Marchioni, en skeppsredare från Florens. Befälhavarens och besättningens ekonomiska ersättning för expeditionen var bestämd på förhand.
Cabral avseglade från Portugal 9 mars 1500 med 13 fartyg och 1 200 man i besättning och trupper. På Atlanten förde de västliga vindarna flottan så långt västerut att de upptäckte Brasilien. Vid passagen förbi Godahoppsudden förlorade man sedan 4 av skeppen, bland annat det skepp som Dias varit ombord på. Man nådde fram till hamnstaden Kilwa i nuvarande Tanzania i slutet av juli och slutligen Calicut 13 september 1500.
Endast 5 av de 13 fartygen kom tillbaka till Portugal, men resan blev ändå en ekonomisk framgång, tack vare lasten med kryddor.

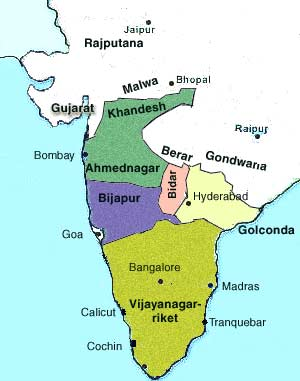
Översiktskarta: Södra Indien, c. 1500.

## Frankrike
Kompaniet gavs sitt kungliga tillstånd 1664 av Ludvig XIV, och upplöstes redan 1769, utan att ha kunnat ge någon verklig avkastning på satsat kapital. 1719 hade man lyckats etablera sig i Indien, men var redan då på ruinens brant. Franska regeringen gjorde från 1741 en militär kraftansträngning i Indien för att stötta företaget, men försöken gick i stöpet i och med slaget vid Plassey 1757.

## Nederländerna
Kompaniet fick sina rättigheter av de nederländska generalstaterna 1602, och fortsatte sin verksamhet till 1798. Högkvarteret placerades på Java, och företagets intressen i Indien koncentrerades till ön Ceylon. Glansperioden för Nederländerna var 1600-talet, när man var världens ledande sjömakt.

## Danmark
Danskarna hann med två ostindiska kompanier, innan de konkurrerats ut från handeln i Indien. Det första företaget kunde från sin start 1616 och fram till 1650 bara föra hem 7 laster med gods från Indien och Östasien.
Mera intressant är kanske den danska besittningen på Indiens östkust, Tranquebar, grundad 1620.

## Sverige
Svenska Ostindiska Kompaniet kom inte att grundas förrän 1731, men lyckades ändå med att bli det största handelsföretaget i Sverige under 1700-talet. Företaget handlade företrädesvis med Östasien.

## Storbritannien (England)
Det brittiska Ostindiska Kompaniet var det vida mest framgångsrika och långlivade, och beskrivs utförligt i artikeln ovan.
Storbritannien (England) blev den ledande sjömakten i världen först under 1700-talet, och följaktligen var det få engelsmän bland de tidiga upptäcktsresandena i Asien. Sedan britterna fått en fast fot i Indien, ökade emellertid möjligheterna för de brittiska forskarna och äventyrarna att utforska Indien och dess omgivningar.
Sir Francis Edward Younghusband (1863–1942), var en av dessa britter. Younghusband utforskade Manchuriet 1886, för att året efteråt bege sig till Indien. Den brittiska vicekungen i Indien, Lord Curzon, skickade honom på en expedition till Tibet 1904, och senare kartlade Younghusband floderna Brahmaputra och Sutlej. Han försökte också utan framgång att mäta höjden på Mount Everest.